# 芒特奧本 (印地安納州)
芒特奧本（英語：Mount Auburn）是一個位於美國印地安納州韋恩縣的城鎮。

## 人口
根據2010年美國人口普查的數據，芒特奧本的面積為0.43平方千米，當中陸地面積為0.39平方千米，而水域面積為0.04平方千米。當地共有人口490人，而人口密度為每平方千米1,140人。